# Алимов, Рафик Велибегович
Рафик Велибегович Алимов (13 апреля 1984, Каспийск, Дагестанская АССР, РСФСР, СССР) — российский борец вольного стиля, призёр чемпионата России.

## Спортивная карьера
Вольной борьбой занимается с 12 лет. Является воспитанником махачкалинского СДЮШОР №2 («Спартак»). Тренировался под руководством тренеров Курбана Газиева и Магомеда Джафарова. На соревнованиях представлял Дагестан и Краснодарский край. На чемпионате России 2006 года, остался без медали, проиграв Ирбеку Фарниеву. На чемпионате России 2007 года стал бронзовым призёром. В 2008 году занял второе место на Гран-При Испании в Мадриде, уступив в финале кубинцу Хеандри Гарсону.

## Спортивные результаты на крупных турнирах
- Чемпионат России по вольной борьбе 2007 — ;

## Личная жизнь
Окончил школу №2 в Каспийске. Окончил Дагестанский государственный технический университет.